# María Cecilia Botero
María Cecilia Botero Cadavid (Medellín, 13 de mayo de 1955) es una actriz, presentadora  y periodista colombiana.

## Biografía

### Inicios
Estudió antropología mucho antes de ser actriz. Hija del maestro Jaime Botero Gómez. Sobrina de Dora Cadavid, comenzó con El fantasma de Canterville, en 1971, al lado de Carlos Benjumea, Maruja Toro, Enrique Pontón y Franky Linero. Reemplazó a Mariela Hijuelos, que murió durante la grabación de La Vorágine (1975). 
Fue Manuela Saénz en la serie Bolívar, el hombre de las dificultades en 1981. Fue María Cándida en La Pezuña del Diablo (1983), Yadira La Ardiente en Caballo viejo (1988) y Sándalo Daza en Música maestro (1990). Sus hermanos Óscar Botero y Ana Cristina Botero también son actores.

### Carrera artística
Debutó como actriz de cine en 1972, cuando protagonizó la película María, junto a Fernando Allende. María Cecilia Botero ha asumido el paso de los años con profesionalismo, dignidad y fortaleza, convirtiéndose así en una de las figuras más queridas de la farándula colombiana.
Su primer papel en televisión lo obtuvo en 1971, en El fantasma de Canterville. Luego participó en Lunes de Comedia, La Vorágine, Caminos de Gloria, Lejos del Nido, Los novios, La Pezuña del Diablo, La Rosa de los Vientos, Dos Mujeres y A.M.A. la Academia, por solo mencionar algunas producciones.
Tal vez, sus personajes más recordados son Yadira la Ardiente, de la telenovela Caballo viejo, y Sándalo Daza, de Música maestro. Estudio en la Institución Educativa Distrital Venecia.
De manera paralela a su carrera como actriz, María Cecilia produjo y protagonizó varias comedias musicales dirigidas por su esposo, el argentino David Stivel (con quien convivía desde 1981 y contrajo nupcias en 1983), ya fallecido. Con David, tuvo un hijo, llamado Mateo Stivelberg. Su sueño de popularizar el teatro musical en Colombia la Ilevó a realizar montajes tan importantes como Peter Pan, Sugar y La Mujer del Año.
La inquieta y polifacética artista se destacó también como presentadora del  Noticieros CM& y de las 7 y como conductora de los talk show María C. Contigo y Las Tardes de María C.
En 2005 fue invitada a formar parte de la telenovela Lorena, una producción de RCN Televisión, donde interpretó su primer papel antagónico dando vida a la malvada Rufina de Ferrero, donde cambió radicalmente de look y mostró su gran capacidad histriónica.
María Cecilia no ha descuidado su vocación de maestra y dirige la Academia Charlot, la escuela de actuación que creó su papá, Jaime Botero. Con varias décadas de experiencia en formación artística, Charlot es una de las academias de actuación más reconocidas en América Latina.
Igualmente, presentó el programa Día a Día en el canal Caracol Televisión, junto a Catalina Gómez y Agmeth Escaf.

### Película Encanto
En el año 2021, participó realizando las voces en español de la abuela Alma en la película Encanto de Disney, junto a actores con sus voces, como John Leguizamo, Angie Cepeda, Carolina Gaitán, entre otros.

## Filmografía

### Televisión
| Año       | Título                                         | Personaje                          |
| --------- | ---------------------------------------------- | ---------------------------------- |
| 1971      | El fantasma de Canterville                     |                                    |
| 1973      | Caminos de Gloria                              |                                    |
| 1975      | La feria de las vanidades                      |                                    |
| 1975      | La vorágine                                    | Alicia                             |
| 1978      | Lejos del nido                                 | Filomena                           |
| 1979      | Los novios                                     |                                    |
| 1979      | Revivamos nuestra historia: José Maria Cordova | Manuela Morales                    |
| 1980      | Bolívar, el hombre de las dificultades         | Manuela Sáenz.                     |
| 1981      | La tía Julia y el escribidor                   |                                    |
| 1982      | El hombre de negro                             | La frívola                         |
| 1983      | La pezuña del diablo                           | María Cándida                      |
| 1983      | Amalia                                         | Amalia                             |
| 1984      | Camino cerrado                                 | Patricia                           |
| 1985      | Gloria                                         | (Cuento del domingo)               |
| 1986      | Los dueños del poder                           |                                    |
| 1987      | Por amor                                       |                                    |
| 1987      | Cuando llega la noche                          |                                    |
| 1987      | Mi sangre aunque plebeya                       | Carmen                             |
| 1988      | Caballo viejo                                  | Yadira "La Ardiente"               |
| 1989      | La rosa de los vientos                         | Rosario Heredia                    |
| 1990-1991 | Música maestro                                 | Soledad "Sándalo Daza"             |
| 1997      | Dos Mujeres                                    | Laura Blanco de Urdaneta           |
| 2003      | A.M.A La Academia                              | Victoria Giraldo                   |
| 2005      | Lorena                                         | Rufina De Brigard de Ferrero       |
| 2007-2008 | Nuevo rico, nuevo pobre                        | Antonia Mancera de Ferreira        |
| 2008-2009 | Muñoz vale por 2                               | Victoria de Castellanos            |
| 2009      | Bermúdez                                       | Cecilia Arbeláez                   |
| 2010      | Secretos de familia                            | Mercedes Romero Vda. de San Miguel |
| 2011      | La bruja                                       | Carmen Escobar                     |
| 2013      | La hipocondríaca                               | Maruja Maldonado de Pulido         |
| 2014      | La suegra                                      | Beatriz Eugenia Espitia            |
| 2015-2016 | Las hermanitas Calle                           | Isabel                             |
| 2016-2017 | Hilos de sangre azul                           | Sonia Díaz                         |
| 2018      | La ley secreta                                 | Bertha                             |
| 2019      | La cuadra                                      | Ella misma                         |
| 2019-2021 | Enfermeras                                     | Beatriz Ramírez                    |
| 2020      | Decisiones: unos ganan otros pierden           | Virginia                           |
| 2020-2025 | La venganza de Analía                          | Eugenia Castiblanco de De la Torre |
| 2022      | Un cuarto para las tres                        | Lucia                              |
| 2024-2025 | La primera vez                                 | Lucy Cepeda Vda. de Granados       |
| 2025      | Cosiaca                                        | Leticia                            |

### Cine
| Año  | Título                            | Personaje                    |
| ---- | --------------------------------- | ---------------------------- |
| 1972 | María                             |                              |
| 2017 | Los Oriyinales                    | Nohra Puyol                  |
| 2019 | El que se enamora pierde          | Gioconda (La 'jefa')         |
| 2019 | Amalia                            | Elena                        |
| 2021 | Encanto                           | Alma 'Abuela' Madrigal (voz) |
| 2021 | Elena (Corto)                     | Sophia                       |
| 2023 | El Yuppie y el Guiso              | Consuelo de Mallarino        |
| 2023 | El gran bingo                     |                              |
| 2024 | Quiero que me mantengan           | Proxeneta                    |
| 2025 | Dora y la búsqueda del Sol Dorado | Valerie (Abuela de Dora)     |

### Programas
| Año       | Programa                 |
| --------- | ------------------------ |
| 1998-2000 | María C. contigo         |
| 2000-2001 | Las tardes de María C.   |
| 2002-2004 | Protagonistas de Novela  |
| 2005-2009 | Día a día                |
| 2019      | La gran carpa            |
| 2022      | Voy por ti, juega por mí |
| 2022      | The Suso's Show          |
| 2025      | Mujeres sin filtro       |

### Teatro
- La Mujer del año
- Sugar
- La Invencible Molly Brown
- Peter Pan
- Música maestro (1990)
- Los caballeros las prefieren rubias

## Premios y nominaciones

### Premios TVyNovelas
| Año  | Categoría                                  | Telenovela, Serie o Programa | Resultado |
| ---- | ------------------------------------------ | ---------------------------- | --------- |
| 2015 | Mejor actriz antagónica de telenovela      | La suegra                    | Nominada  |
| 2000 | Mejor presentadora de noticias             | Noticiero de las 7           | Nominada  |
| 1997 | Mejor actriz protagónica de telenovela     | Dos Mujeres                  | Ganadora  |
| 1995 | Mejor presentador/presentadora de noticias | Noticiero CM&                | Ganadora  |
| 1994 | Mejor presentador/presentadora de noticias | Noticiero CM&                | Ganadora  |

### Otros premios obtenidos
| Año  | Premio               | Categoría                                                                                                | Producción                                                                                               | Resultado |
| ---- | -------------------- | --- | --- | --------- |
| 2020 | India Catalina       | Trayectoria                                                                                              | Trayectoria                                                                                              | Ganadora  |
| 1997 | Premio Simón Bolívar | Mejor Actriz                                                                                             | Dos Mujeres                                                                                              | Ganadora  |
| 1997 | Orden Simón Bolívar  | Trayectoria                                                                                              | Trayectoria                                                                                              | Ganadora  |
| 1997 | Gloria de la TV      | 50 Años de la tv Colombiana                                                                              | 50 Años de la tv Colombiana                                                                              | Ganadora  |
| 1997 | Placa Caracol        | Trayectoria como una de las mejores actrices colombianas, en el marco de los 50 años de la TV colombiana | Trayectoria como una de las mejores actrices colombianas, en el marco de los 50 años de la TV colombiana | Ganadora  |